# داروخانه جهان موازی
داروخانه جهانی موازی (ژاپنی: 異世界薬局، هپبورن: Isekai Yakkyoku) یک لایت ناول ژاپنی است که توسط لیز تاکایاما نوشته شده و توسط کیپووت نشان داده شده است. یک اقتباس مانگا با هنر توسط سی تاکانو از نوامبر ۲۰۱۶ از طریق وب سایت ComicWalker Kadokawa Shoten در اینترنت منتشر شده است. این کتاب در هشت جلد تانکوبون جمع‌آوری شده است. یک انیمه تلویزیونی از ژوئیه تا سپتامبر ۲۰۲۲ پخش شد.

## خلاصه داستان
کانجی یاکوتانی، محقق پزشکی ژاپنی، برای تولید داروهای جدید برای کمک به مردم وسواس مادام‌العمر داشت. و نهایتاً بر اثر کار بیش از حد می‌میرد. در کمال تعجب، او خود را در دنیایی دیگر با فرهنگ قرون وسطایی می‌بیند که در آن درمان‌های پزشکی فقط برای ثروتمندان است. در زندگی جدید خود به عنوان فارما دی مدیسیز، او متوجه می‌شود که برای درمان، یک موهبت الهی به او عطا شده است. فارما با این نیروی الهی و دانشی که از پزشکی مدرن داشت، تصمیم می‌گیرد تحولات پزشکی این جهان دیگر را متحول کند و مردم عادی را نیز درمان کند. حالا فارم باید یاد بگیرد که واقعاً زندگی جدیدش چه معنایی دارد.